# 三日月站

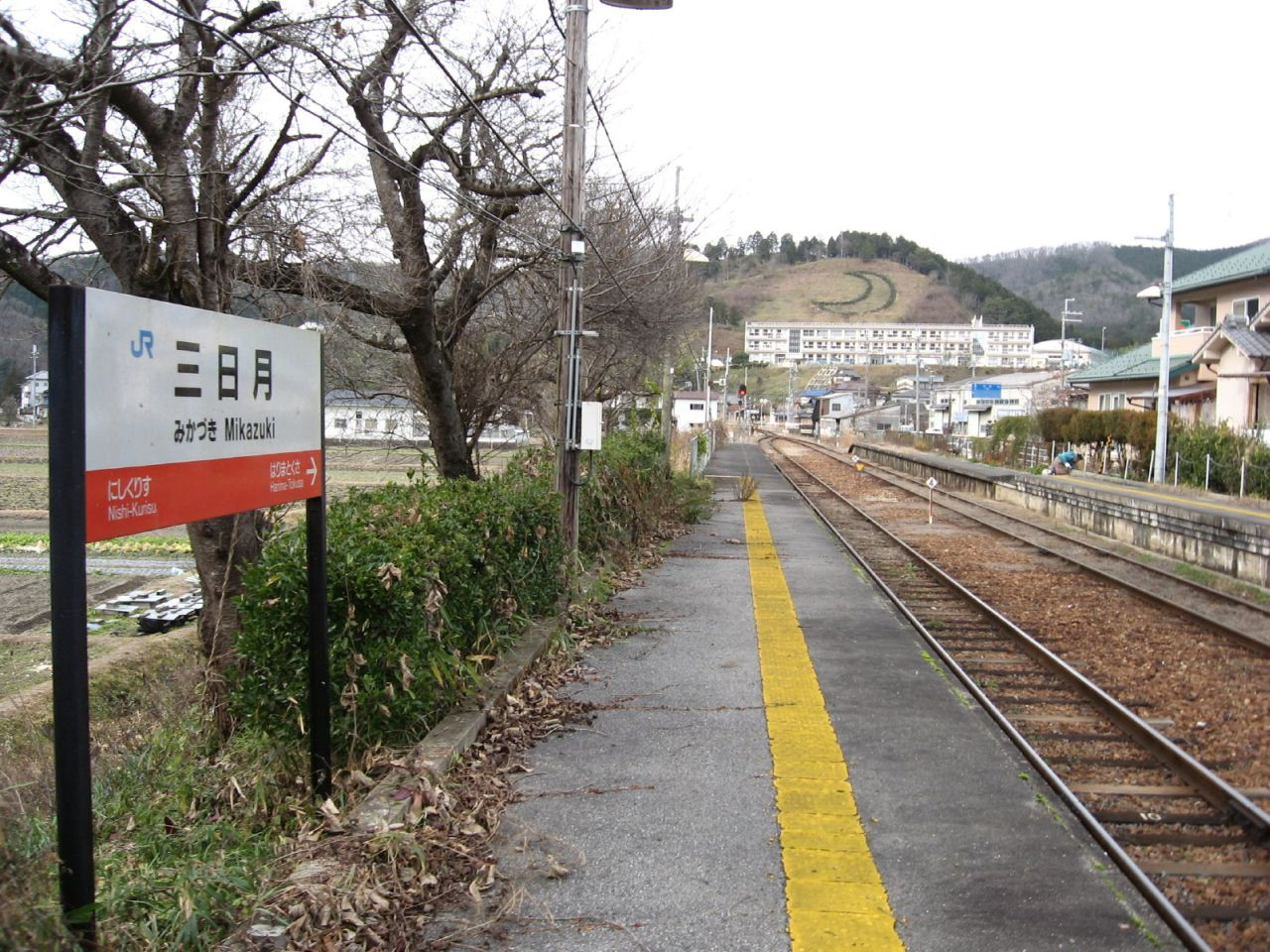
月台（2007年1月）

三日月站（日语：／ Mikazuki eki */?）是位於兵庫縣佐用郡佐用町三日月999番，西日本旅客鐵道（JR西日本）的姬新線車站。

## 歷史
- 1934年（昭和9年）
  - 3月24日 - 姬津線播磨新宮站至此站之間開業，此站啟用[1]。
  - 11月28日 - 隨著姬津西線開業，姬津線改名為姬津東線，此站成為姬津東線車站。
- 1935年（昭和10年）7月30日 - 姬津東線此站至佐用站之間開業。
- 1936年（昭和11年）
  - 4月8日 - 姬路站至東津山站之間全線開通，姬津東線成為姬津線一部分，此站成為姬津線車站。
  - 10月10日 - 姬津線編入至姬新線一部分，此站成為姬新線車站。
- 1986年（昭和61年）11月1日 - 成為無人車站。
- 1987年（昭和62年）4月1日 - 伴隨國鐵分割民營化，車站由西日本旅客鐵道（JR西日本）營運，該公司委託車站旁腳踏車停車場的經營者代售車票[2]。
- 2003年（平成14年）3月1日 - 翻新木造車站大樓[1]。
- 2019年（令和元年）10月1日 - 當日起不再委託販賣車票（簡易委託），JR西日本神戶分公司特別頒贈感謝狀給代售車票的春國靖夫夫婦，感謝他與母親自1987年起32年來為JR代售車票[2]。同日成為全天無人車站[2]。

## 車站構造
車站是一座地面車站，設有2面2線的相對式月台，可進行列車交會。車站大樓位於姬路方向月台側，在2003年經過翻新。兩月台之間設有站內平交道，平交道位於靠近佐用一方。

### 月台
| 月台         | 路線   | 上下行 | 方向     |
| ------------ | ------ | ------ | -------- |
| 車站大樓一方 | 姬新線 | 上行   | 姬路方向 |
| 車站大樓對面 | 姬新線 | 下行   | 佐用方向 |

在資訊上沒有設定月台編號。

## 車站周邊
在2005年前，此站位於前三日月町中心，在車站周邊設有前町公所，現時為三日月分所。
- 佐用町公所 三日月分所[1]
- 三日月陣屋（日语：三日月陣屋）[1]
- 武家屋敷[1]
- 三日月郵局（日语：三日月郵便局 (兵庫県)）
- 三方里山公園（演武場蹟）
- 兵庫西農協（日语：兵庫西農業協同組合） 三日月分店[1]
- 國道179號（日语：国道179号）

## 使用狀況
根據「兵庫縣統計書」，2018年（平成28年）度1日平均乘車人次為88人。
以下為近年1日平均乘車人次列表。
| 年度   | 1日平均 乘車人次 |
| ------ | ---------------- |
| 2000   | 233              |
| 2001   | 181              |
| 2002   | 163              |
| 2003   | 159              |
| 2004   | 138              |
| 2005   | 137              |
| 2006   | 129              |
| 2007   | 134              |
| 2008   | 132              |
| 2009   | 134              |
| 2010   | 135              |
| 2011   | 136              |
| 2012   | 120              |
| 2013   | 128              |
| 2014   | 107              |
| 2015   | 103              |
| 2016   | 112              |
| 2017年 | 124              |
| 2018年 | 140              |

## 相鄰車站
西日本旅客鐵道（JR西日本）
 姬新線
西栗栖－三日月－播磨德久

## 注腳
1. 1 2 3 4 5 6 7 8 9 10 11 12 13 14 15  . 神戸新聞総合出版センター. 2011-12-15: 174. ISBN 9784343006028 （日语）.
2. 1 2 3 4  . 神戶新聞. 2019-10-05  [2019-10-10]. （原始内容存档于2019-10-10） （日语）.

## 外部連結
- 三日月｜車站資訊：JR出門網 - 西日本旅客鐵道（日語）